# Çatalhöyük

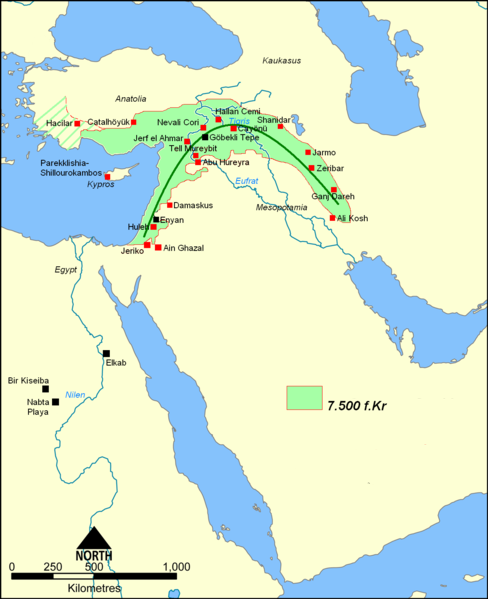
Mapa del Creixent Fèrtil asiàtic, amb els principals centres de desenvolupament cultural coneguts, entre els quals es troba Çatalhöyük

Xàtal Khúic, Çatalhöyük, Çatal Höyük, Çatalhüyük o Çatal Hüyük (del turc çatal per a ‘forca’ i höyük per a ‘turó’, literalment el Turó de la Forca), és un antic assentament humà del Neolític i de l'edat del bronze, el més gran exemple d'urbanisme neolític de l'Orient Mitjà. Se situa a la plana de Konya, a la província de Konya, concretament al sud-est de la ciutat de Konya, Anatòlia Central, Turquia. Les seves capes inferiors més antigues són del 7500 aC.
Durant el seu apogeu feia 13 hectàrees, i l'habitaven al voltant d'un miler de famílies, és a dir, una població d'unes 5.000 persones. Tenia una cultura relativament avançada, tècniques elaborades de fabricació de ceràmica, i relacions comercials amb punts distants de la península. S'hi han trobat restes de temples decorats amb frescos, figuretes de deïtats, i tombes familiars que mostren la complexitat de la seva religió.
Per les restes trobades, se sap que a Çatal Hüyük ja es conreava blat, ordi, pèsols, llenties, pomes i ametlles. Sembla que no hi havia ramaderia, però sí que caçaven (cérvols, senglars i onagres).
Era la seu de molts intercanvis comercials (fusta, obsidiana, sílex, coure i petxines de la Mediterrània), i se sap que els artesans ja dominaven la fosa del coure, i de fet n'és l'exemple més antic de l'Orient Mitjà. L'artesania era de puntes de fletxa, llances, punyals d'obsidiana i de sílex, maces de pedra, figuretes de pedra i argila, teixits, bols, recipients i joieria (en particular, amb perles).
Les cases estaven enganxades les unes a les altres, sense carrers ni passatges. L'accés als habitatges es feia per la teulada, amb escales que anaven d'un nivell a l'altre. El desenvolupament d'aquesta civilització es va interrompre bruscament cap al 5700 aC per un gran incendi, que va coure la tova i no va permetre que parets de fins a tres metres quedessin dempeus. La major part de l'assentament va ser destruït o abandonat.
El 2012, la UNESCO el va incloure dins de la llista del Patrimoni de la Humanitat.

## Descobriment
Descobert inicialment el 1958, Çatalhöyük no va saltar a l'atenció mundial fins a les excavacions de James Mellaart, dutes a terme entre 1961 i 1965, les quals van revelar que aquesta regió d'Anatòlia era un focus de cultura avançada durant el Neolític. Però Mellaart va ser expulsat de Turquia a causa de la seva implicació en l'assumpte Dorak, en haver publicat els dibuixos d'uns artefactes de l'edat del bronze suposadament importants, que després van desaparèixer (vegeu Pearson i Connor, més avall).
Després de l'escàndol, el jaciment va romandre inactiu fins al 12 de setembre del 1993, quan hi van començar les investigacions dirigides per Ian Hodder, llavors a la Universitat de Cambridge. Aquests treballs estan entre els més ambiciosos projectes d'excavació actualment en marxa, d'acord amb, entre d'altres, Colin Renfrew. A més de l'ús extensiu del mètode arqueològic, es busquen també interpretacions psicològiques i artístiques del simbolisme de les pintures murals. Hodder, un antic deixeble de Mellaart, va escollir el lloc com el primer assaig real a nivell mundial de la seva, llavors controvertida, teoria acadèmica de l'arqueologia postprocesual. L'èxit de l'excavació ha validat el mètode postprocessual com un nou enfocament que ha creat escola.

## El jaciment

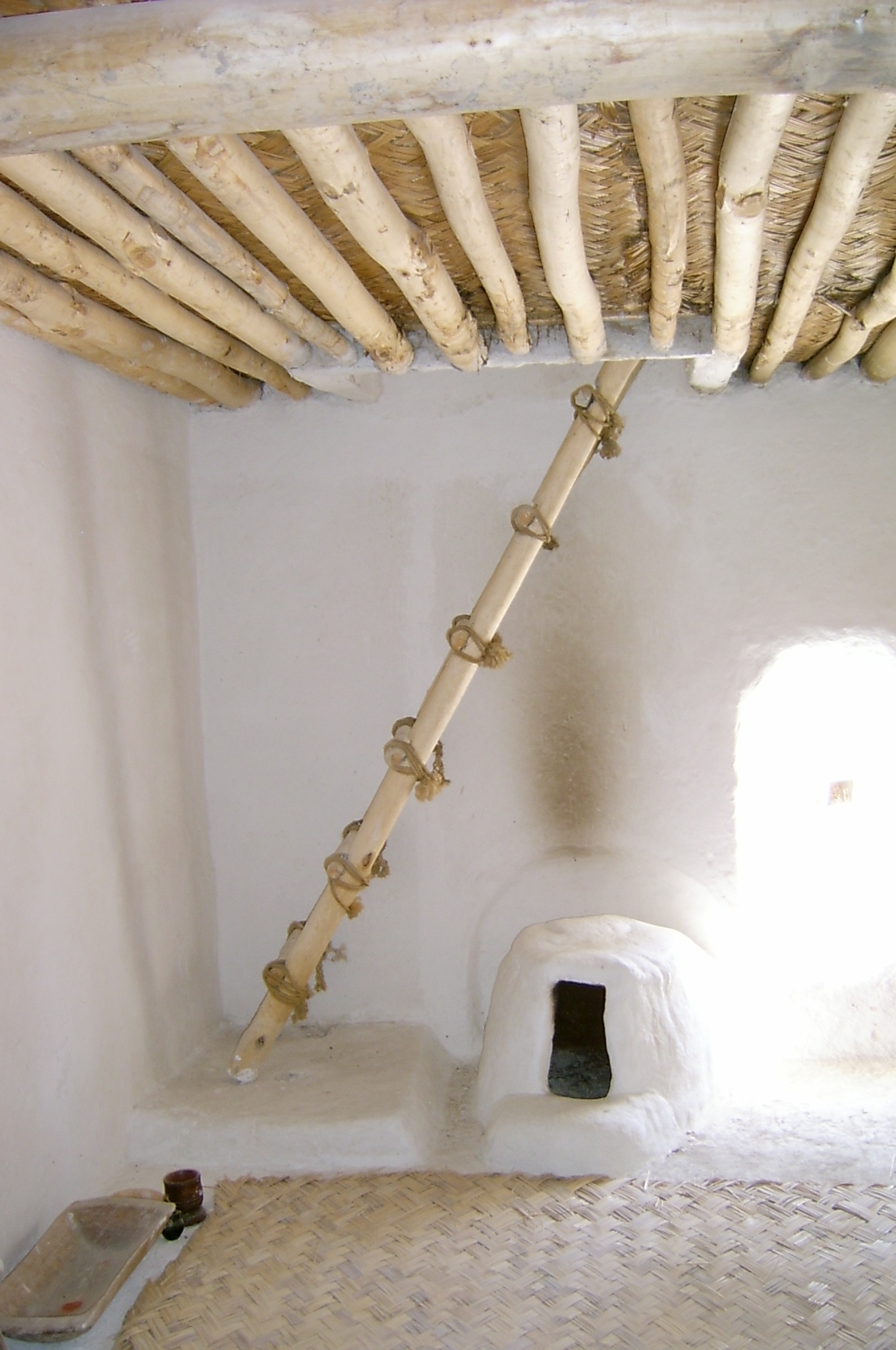
Habitatge restaurat (interior)

Segons uns autors, tot l'assentament de Çatalhöyük estaria format per edificis d'ús residencial, sense que es pugui establir l'existència d'edificis públics de manera irrefutable. Per a d'altres, el fet que les millors i més exuberants pintures murals estiguin als locals més grans, els porta a definir-los com a llocs rituals. Però el propòsit d'aquestes habitacions profusament decorades no resulta clar.
La població del turó ha estat calculada per sobre de les 10.000 persones, però la població total probablement variaria al llarg de la història del poblat. Una mitjana entre 5.000 i 8.000 habitants seria una estimació raonable. Aquests vivien en cases rectangulars construïdes amb toves, adossades, sense carrers ni passatges entre si, apinyades com si formessin una bresca d'abelles. L'accés als habitatges es feia pels sostres, caminant a sobre com si es tractés de carrers, fent servir escales, interiors i exteriors, per a comunicar els diferents nivells. Els murs també eren de tova i, per formar la coberta, van utilitzar bigues de fusta i fang piconat sobre estores vegetals. Les obertures dels sostres servien també com l'única font de ventilació, proporcionant aire fresc i permetent sortir el fum produït per cuines i llars obertes.
Com que les cases estaven disposades en mitgera, es configurava una mena de muralla defensiva cap a l'exterior, sense obertures. Això devia resultar suficient per a salvaguardar els habitants d'atacs, ja que no s'han trobat signes de lluites al jaciment.
Tots els interiors de les cases estan enguixats amb un acabat molt suau i es caracteritzen per l'absència d'angles rectes. Consten generalment d'una habitació comuna de 20 a 25 m² i algunes estances annexes. La peça principal disposa de bancs i plataformes per seure i dormir, d'una llar rectangular elevada del sòl i d'un forn per a fer pa, que servia per a un ampli ventall d'activitats domèstiques. Les habitacions auxiliars s'usaven com a magatzems i s'hi accedia des de la sala principal per unes obertures baixes.
Les habitacions es mantenien escrupolosament netes: els arqueòlegs han identificat molt poques escombraries o deixalles a dins dels edificis, però les piles de deixalles que hi ha fora de les ruïnes contenen aigües residuals i restes de menjar, així com significatives quantitats de cendra vegetal. Possiblement, quan feia bon temps, moltes de les activitats diàries es realitzarien a les terrasses, que així podrien haver format un espai obert similar a una plaça. Pel que sembla, en època tardana, a les terrasses es van construir grans forns comunals. En el transcurs dels segles, les cases es van anar renovant mitjançant demolicions parcials i reconstruccions sobre uns fonaments formats per enderrocs, la qual cosa va provocar el creixement del turó. S'hi han descobert fins a 18 nivells d'assentaments.

## Cultura i rituals

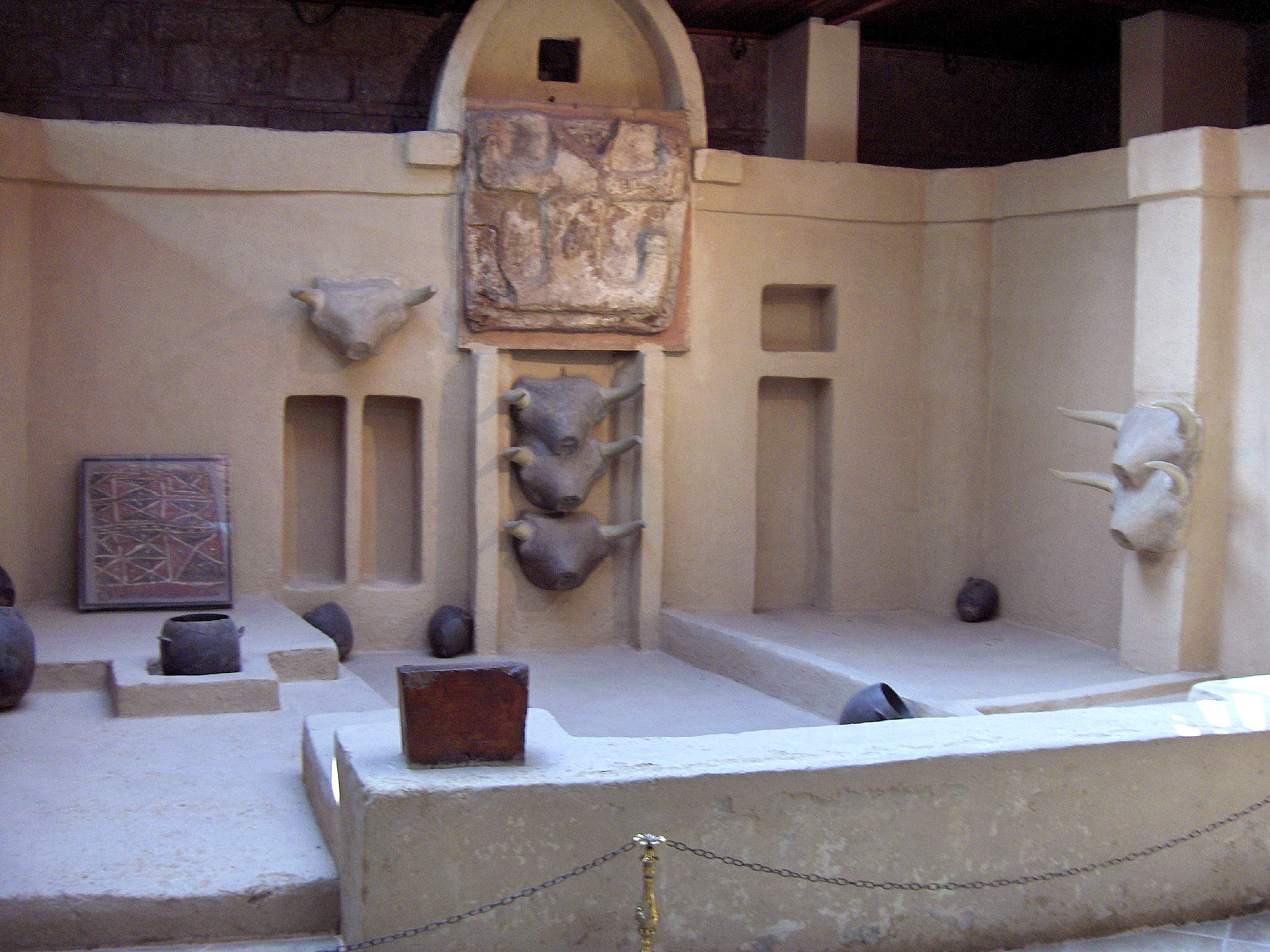
Reconstrucció d'una habitació de Çatalhöyük amb les posicions originals dels bucrania i la figura humana en relleu

Els pobladors de Çatalhöyük enterraven els seus morts dins del llogaret: han estat trobades restes humanes en forats sota dels sòls de les estances, especialment sota les llars, les plataformes de les habitacions principals i els llits. Els cossos eren plegats al màxim i, sovint, introduïts en cistells o embolicats en estoretes vermelles. Els ossos desarticulats d'algunes tombes suggereixen que els cossos van poder ser exposats a l'aire lliure durant un temps, abans de ser recollits i enterrats. En certs casos, les tombes han estat obertes i els caps dels individus separats de l'esquelet, podent haver estat usades aquestes calaveres de manera ritual, ja que algunes han estat trobades en altres zones de la comunitat. Diversos cranis van ser emplastrats i pintats amb ocre per recrear la cara humana, un costum més característic dels jaciments neolítics de Síria i de Jericó, que de jaciments més propers.
S'han trobat restes de fins a quaranta edificis (repartits entre nou dels nivells de la població) que semblen dedicats a sepulcres i santuaris. Als murs d'aquests santuaris, es van trobar frescos que mostraven escenes de caça, danses rituals, homes amb penis erectes, representacions en vermell dels ara extints urs (Bos primigenius o bou salvatge) i cérvols, així com voltors precipitant-se sobre figures escapçades. Un fresc que aparentaria ser el llogaret amb els dos pics bessons de l'Hasan Dagi al fons se cita sovint com el "mapa més antic del món" i la primera pintura paisatgística. Però alguns arqueòlegs qüestionen aquesta interpretació: Stephanie Meece, per la seva banda, argumenta que el fresc és més semblant a la pell d'un lleopard que a un volcà, a un disseny geomètric decoratiu que a un mapa.
Modelats en relleu, als murs d'aquests "santuaris", hi ha personatges femenins (dones en posició de donar a llum i la figura de la Dea mare dominant animals), caps d'animals, com lleopards, cabres, ossos i, destacant entre tots, els bucranis d'argila proveïts de banyes vertaderes de braus (a sota, a l'esquerra). Les característiques estatuetes de dona fetes d'argila o pedra, descobertes per tot l'assentament, dins i fora dels murs, fins i tot a l'interior de recipients per conservar el gra, pertanyen als nivells superiors del jaciment (els més recents).
Tot i que, segons alguns investigadors, no s'han trobat encara temples clarament identificables, és indiscutible que les tombes, els murals i les figuretes suggereixen que la població de Çatalhöyük posseïa una religió complexa, rica en simbologia, i que es reunien en certes sales, abundants en tals troballes, que serien capelles o zones de trobada.

## Economia i societat

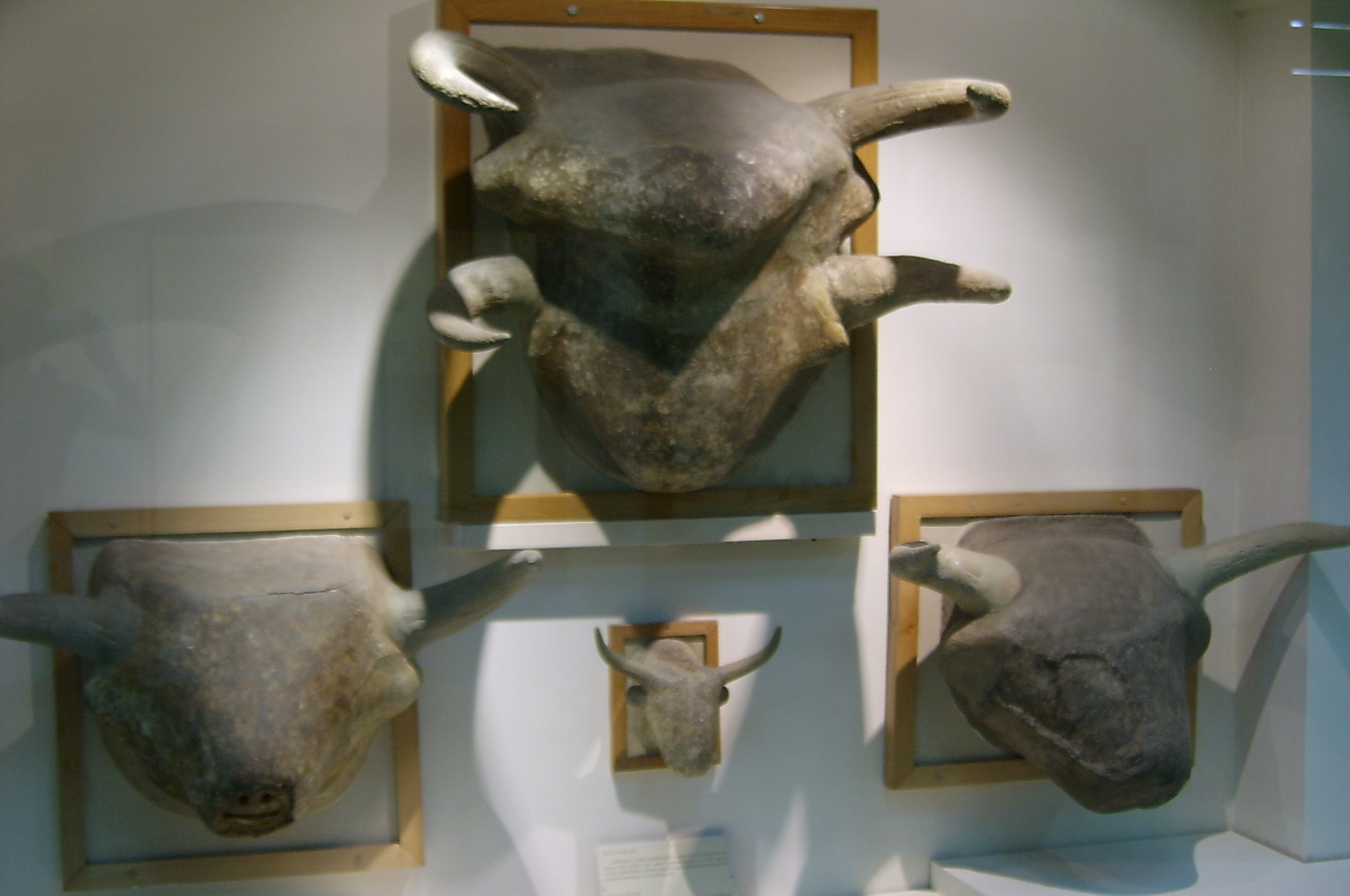
Caps de bou de Çatalhöyük

Pel que sembla, els pobladors de Çatalhöyük vivien de manera relativament igualitària, sense que tinguem constància que existissin classes socials, ja que no s'han trobat fins ara cases amb característiques diferenciades (que pertanyessin a la reialesa o la jerarquia religiosa, per exemple). Les investigacions més recents també revelen poca diferenciació social basada en el gènere, i rebien una alimentació equivalent tant homes com dones i, aparentment, tenien un estatus social similar relatiu, fet establert com a propi de les cultures paleolítiques.
Les malalties més corrents entre la població de l'assentament eren l'anèmia, l'artritis i la malària, endèmica a la regió a causa d'uns pantans pròxims. L'esperança de vida seria d'uns 34 anys per als homes i de 29 per a les dones, encara que alguns individus van poder arribar als 60.
En els nivells superiors del lloc, resulta evident que els habitants de Çatalhöyük van anar guanyant coneixements en agricultura i en la domesticació d'animals. Es conreaven cereals com el blat i l'ordi, així com pèsols, cigrons, llenties i lli, mentre que dels arbres dels turons circumdants es recollien fruits com ara ametlles, festucs i pomes. S'extreien olis vegetals de plantes i llavors, el mateix que una mena de cervesa. Encara que la majoria de les proteïnes animals procedien de la pesca i de la caça (cérvol, senglar i onagre), l'ovella ja havia estat domesticada i les evidències suggereixen que els bòvids començaven a estar-ho també.
L'elaboració de ceràmica i la fabricació d'estris d'obsidiana (obtinguda del volcà Mont Hasan) eren unes indústries florents, la qual cosa els permetia mantenir relacions comercials amb punts distants de la península Anatòlica, i obtenir-ne, a canvi, petxines de la Mediterrània) i sílex de Síria. També treballaven la fusta i el coure, i eren els artesans de Çatalhöyük experts en la fosa, la qual cosa suposaria l'exemple més antic d'activitat metal·lúrgica a l'Orient Pròxim. La llista de productes que manufacturaven aquests artesans inclouria puntes de fletxa, llances i punyals d'obsidiana o sílex, maces de pedra, figuretes en pedra i argila cuita, peces tèxtils, bols i altres recipients de fusta o ceràmica, i joieria feta amb perles o coure.
Gràcies al clima sec d'aquesta zona, s'han conservat restes de teixits de gran qualitat. També s'han trobat segells d'argila per a estampar els vestits amb dibuixos; el disseny té moltes semblances amb els de les catifes turques actuals.

## Religió

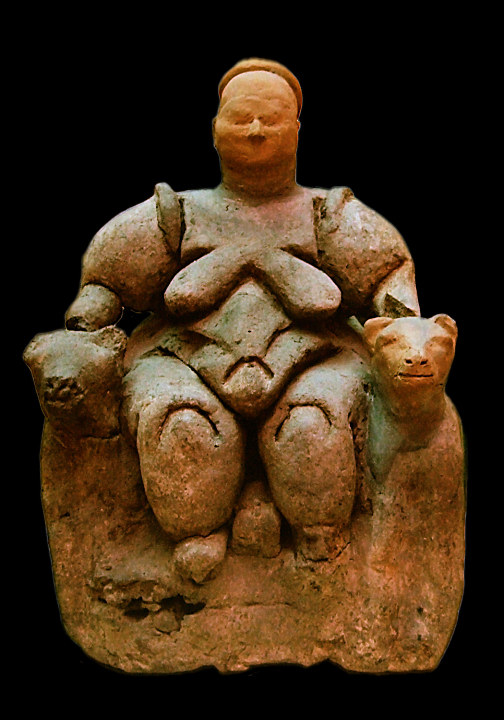
Dona asseguda de Çatalhöyük, la figura femenina apareix sedent en un tron flanquejat per dues lleones

Un tret distintiu de Çatalhöyük són les seves estatuetes femenines: Mellaart sostenia que aquestes figuretes realitzades acuradament en materials tan diversos com marbre, calcàries blaves i marrons, esquist, calcita, basalt, alabastre i argila, representaven una deïtat femenina del tipus Dea mare. Encara que existia també un déu masculí, el nombre de les figuretes femenines hi era molt superior i aquest déu no apareix realment fins després del nivell VI, havent-s'hi identificat, fins a la data, 18 nivells. Les figuretes van ser trobades sobretot en zones que Mellaart considerava que van ser capelles. La imponent dea asseguda en un tron flanquejat per dues lleones (il·lustració de la dreta) va ser trobada dins d'un recipient utilitzat per a emmagatzemar el gra, cosa que va suggerir a Mellaart que era una deïtat que asseguraria la collita o protegiria les provisions emmagatzemades.
Mentre Mellaart va excavar prop de dos-cents edificis en quatre temporades, actualment, Ian Hodder dedica una temporada sencera a excavar un únic edifici. Durant el 2004 i 2005, Hodder i el seu equip van començar a creure que el model proposat per Mellaart d'una cultura de signe matriarcal era fals. Havent trobat només una figureta similar al model de Dea mare que Mellaart propugnava, entre la gran quantitat d'aquestes desenterrades, Hodder va decidir que el jaciment no oferia prou indicis com per establir si era una cultura matriarcal o patriarcal, sinó que apuntava més aviat cap a una societat relativament igualitària.
El catedràtic Lynn Meskell exposa, en suport d'aquesta teoria, que mentre a les excavacions inicials es van trobar 200 estatuetes, els nous treballs n'han desenterrades 2.000, de les quals moltes són d'animals, i únicament hi ha un 5% de figuretes de dones.